# 澳大利亞國家海事博物館

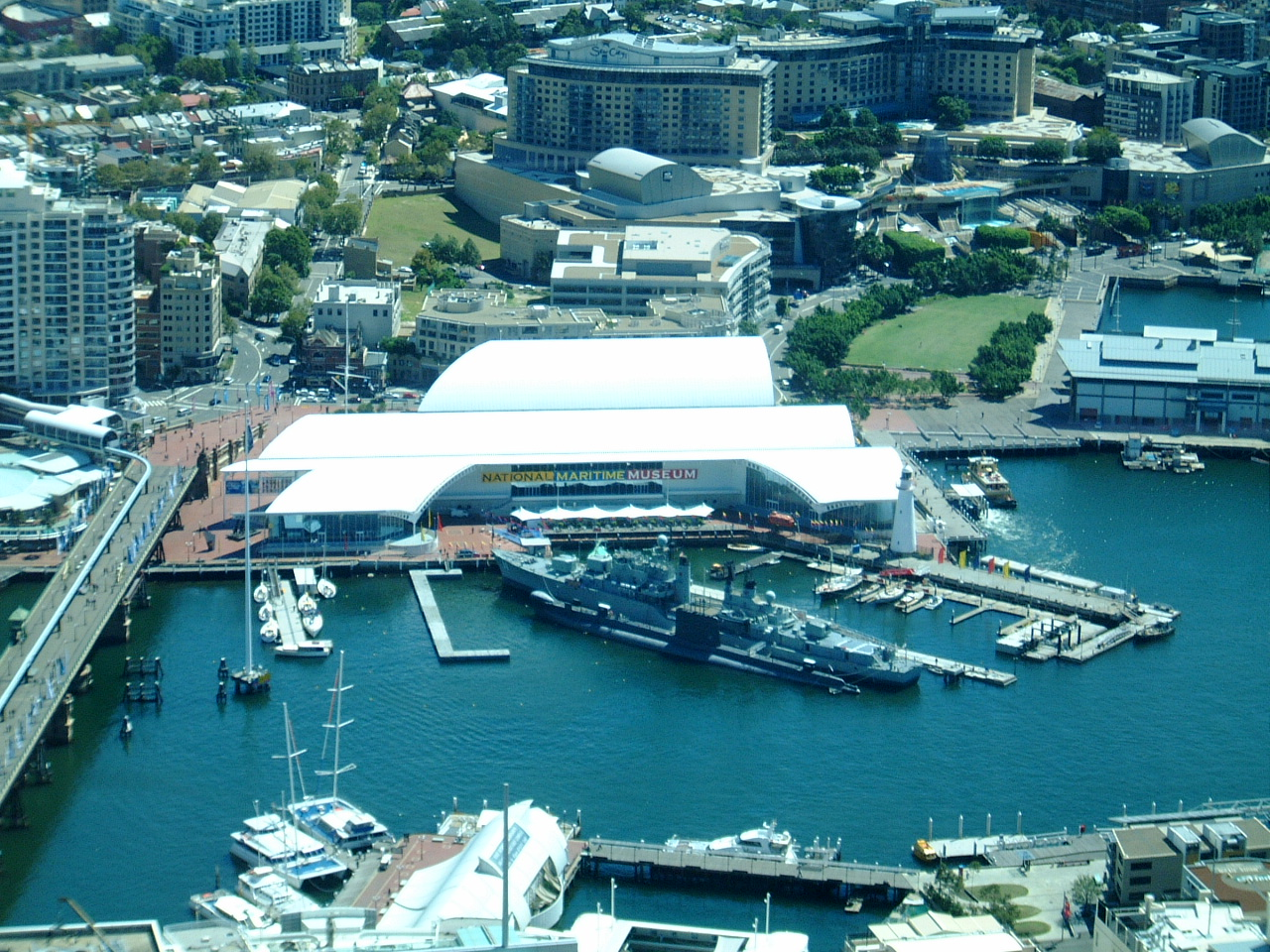
澳大利亞國家海事博物館

澳大利亞國家海事博物館（Australian National Maritime Museum，ANMM）是位於澳大利亞悉尼達令港的一家由澳大利亞聯邦運營的海洋博物館。

## 历史
澳大利亞國家海事博物館原本預定於1988年開業，但由於建設延誤，最後在1991年才開業。澳大利亞國家海事博物館也是澳大利亞位於首都地區以外的直接由聯邦政府管理的博物館。博物館共有七個展廳，其中有一個展廳由美國政府資助，是世界唯一由外國資助的國家博物館。

## 外部連結
- 官方网站 of the Australian National Maritime Museum
- Australian National Maritime Museum （页面存档备份，存于） at Sydney.com
- . Australian National Maritime Museum.   [13 October 2014]. （原始内容存档于2018-08-14）.
- Australian National Maritime Museum at Google Cultural Institute （页面存档备份，存于）